# Massiccio dell'Oku

Le più importanti formazioni geologiche nelle vicinanze della linea vulcanica del Camerun.

Il Massiccio dell'Oku, o Campo vulcanico dell'Oku, è un gruppo di vulcani che fanno parte della linea vulcanica del Camerun. Il massiccio è situato nella regione di Oku, nell'Altopiano Occidentale del Camerun e a sud si fonde con i Monti Bambouto.

## Caratteristiche
Il massiccio ha un diametro di quasi 100 km e contiene quattro importanti stratovulcani: Monte Oku, Monte Babanki (situato 15 km a sudovest del Monte Oku), Nyos e Nkambe.

La cima più elevata del massiccio è il Monte Oku che raggiunge un'altezza di 3011 m slm.
Le rocce del massiccio, per lo più riolite e trachite, hanno un'età compresa tra 24,9 e 22,1 milioni di anni, ma si è verificata attività vulcanica anche in epoche più recenti. Nel massiccio sono presenti alcune depressioni contenenti laghetti vulcanici (maar) e coni di scorie di origine basaltica.
In due crateri del campo vulcanico dell'Oku sono presenti anche due laghi craterici, il Lago Nyos a nord e il Lago Monoun a sud, oltre al Lago Oku sul monte omonimo.
 
Il 15 agosto 1984, un terremoto e uno smottamento innescarono una fuoriuscita di anidride carbonica dal lago Monoun, che causò la morte di molte persone.
Il lago Nyos si trova all'interno di un maar formatosi circa 400 anni fa, e ha una larghezza di circa 1800 m e una profondità di 208 m. Al di sotto del lago si trova un serbatoio di anidride carbonica libera che si infiltra nel lago attraverso un condotto vulcanico.
Il 21 agosto 1986 il lago Nyos rilasciò un'enorme quantitativo di anidride carbonica che causò la morte per soffocamento di almeno 1700 persone; l'emissione fu probabilmente innescata da un terremoto di grado 5 lunga la zona della cesura di Foumban, che si trova al di sotto del massiccio.